# Associação Atlética Rioverdense
Associação Atlética Rioverdense, mais conhecida como Rioverdense é uma agremiação esportiva da cidade de Rio Verde, no estado de Goiás. Suas cores são o branco, vermelho e azul.

## Títulos

### Estaduais
- Vice-Campeão Goiano - Divisão de Acesso: 2 vezes (1998 e 2005)

## Estatísticas

### Participações
|  | Participações em 2024 |

| Competição | Competição        | Temporadas | Melhor campanha            | Estreia | Última | P | R |
| Goiás      | Campeonato Goiano | 8          | 4º colocado (1999)         | 1999    | 2007   |   | 2 |
| Goiás      | 2ª Divisão        | 5          | Vice-campeão (1998 e 2005) | 1997    | 2011   | 2 | 1 |
| Goiás      | 3ª Divisão        | 6          | 3º colocado (2013)         | 2013    | 2024   | – |   |
| Brasil     | Série C           | 1          | 44º colocado (1998)        | 1998    | 1998   | – | – |

## Ranking da CBF
- Posição: 278º
- Pontuação: 2 pontos

Ranking criado pela Confederação Brasileira de Futebol que pontua todos os times do Brasil.